# Cahora-Bassa
Cahora-Bassa, también conocida como Kabrabassa, es un distrito de la provincia de Tete en el centro-oeste de Mozambique, región regada por el río Zambeze y fronteriza con las repúblicas de Malaui, de Zambia y de Zimbabue. 
La sede del distrito es la villa de Songo.

## Geografía

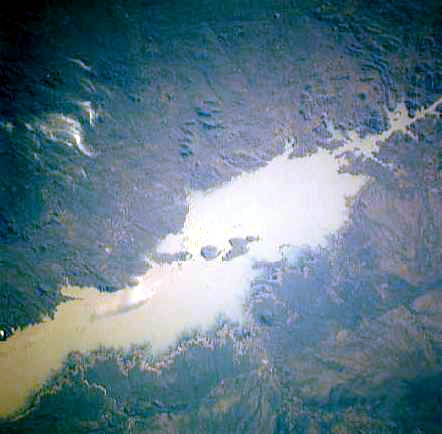
Vista parcial de Cahora Bassa desde el espacio.

Este distrito tiene una extensión superficial de 10 598 km² y una población de 57 675 habitantes en 1977 y 74 931 en 2005.
Situado en el centro-sur de la provincia.
Linda al norte con los distritos de Maráviay de Chiuta; 
al este con el de Changara; 	
al sur con la República de Zimbabue;
y al oeste con el distrito de Magoé.

## División administrativa
Este distrito formado por nueve localidades, se divide en tres puestos administrativos (posto administrativo), con la siguiente población censada en 2005:
- Songo, sede, 36 393 (Dzunsa)..
- Chitolo, 2432 (Mulinje).
- Chitima, 36 106 (Chibagadigo, Chicoa-Nova, Nhabando y Nhacapirere).

Administrador del Distrito: Magido Ali.

## Embalse
Construida en los años 1970, la presa de Cahora Bassa es el segundo lago artificial más grande de África.